# Двойной узел звонаря
Двойно́й у́зел звонаря́ — бытовой серединный временный узел. Предназначен для подвеса тяжёлой бухты верёвки от соприкосновения с влажной поверхностью и гниения, сделанной из растительного материала (пеньки, сизали) верёвки. Двойной узел звонаря — надёжнее узла звонаря. Состоит из нескольких (двух и более) полуштыков, сделанных коренным концом верёвки вокруг бухты.
На флоте применяли отдельный узел, похожий на двойной узел звонаря, однако бухтой складывали провисший трос на его середине, бухту крепили двойным полуштыком с одного конца и двойным полуштыком с другого, а натяжение осуществляли за оба конца.

## Способ завязывания
- Последовательный способ завязывания
- 1. Сложить форму Z ходовым концом верёвки петлёй вверх.
- 2. Сделать первую колышку на коренном конце верёвки.
- 3. Вдеть бухту в первую колышку.
- 4. Сделать вторую колышку на коренном конце верёвки.
- 5. Вдеть бухту во вторую колышку.

Существуют несколько способов завязывания двойного узла звонаря:
- Последовательный способ (показан выше)
- Ускоренный способ — сделать петли выбленочного узла на коренном конце верёвки и вставить в них бухту
- Морской способ — аналогично началу завязывания водного булиня

## Применение
В быту
- Подвес бухты верёвки для предохранения её от намокания и гниения